# Campionato europeo di pallanuoto 2014 (maschile)
Il campionato europeo di pallanuoto 2014 è stata la 31ª edizione del torneo; si è giocata a Budapest nello Stadio del nuoto Alfréd Hajós dal 14 al 27 luglio 2014.
Il torneo è stato vinto dalla Serbia, che ha ottenuto il secondo titolo consecutivo, il terzo della sua storia (sesto, se si considerano i titoli vinti dalla Serbia e Montenegro e dalla Jugoslavia).

## Formula
La formula del torneo è stata la stessa delle ultime precedenti edizioni. Le 12 nazionali sono state divise in due gironi da sei, terminati i quali le prime classificate sono state ammesse direttamente in semifinale, mentre le seconde e le terze hanno disputato i quarti. Sono stati disputati anche gli incontri necessari a stilare la classifica finale, determinanti per la qualificazione diretta al campionato successivo.

## Squadre partecipanti
Sono state ammesse di diritto alla fase finale le seguenti nazionali:
- Ungheria, paese ospitante
- Serbia, campione europeo in carica
- Montenegro, 2ª classificata all'Europeo 2012
- Italia, 4ª classificata all'Europeo 2012
- Germania, 5ª classificata all'Europeo 2012
- Grecia, 6ª classificata all'Europeo 2012

Gli altri sei posti disponibili sono stati assegnati tramite le qualificazioni.

- Croazia
- Francia
- Georgia
- Romania
- Russia
- Spagna

## Sorteggio
Il sorteggio dei gruppi si è tenuto il 9 marzo 2014.

### Gruppi
| Gruppo A                                        | Gruppo B                                        |
| ----------------------------------------------- | ----------------------------------------------- |
| Montenegro Italia Grecia Romania Russia Georgia | Serbia Ungheria Germania Croazia Francia Spagna |

## Fase preliminare

### Gruppo A
| Pos. | Squadra    | Pt | G | V | N | P | GF | GS | DR  |
| ---- | ---------- | -- | - | - | - | - | -- | -- | --- |
| 1.   | Montenegro | 13 | 5 | 4 | 1 | 0 | 62 | 29 | +33 |
| 2.   | Italia     | 11 | 5 | 3 | 2 | 0 | 52 | 30 | +22 |
| 3.   | Grecia     | 10 | 5 | 3 | 1 | 1 | 52 | 41 | +11 |
| 4.   | Romania    | 6  | 5 | 2 | 0 | 3 | 43 | 46 | -3  |
| 5.   | Russia     | 3  | 5 | 1 | 0 | 4 | 43 | 63 | -20 |
| 6.   | Georgia    | 0  | 5 | 0 | 0 | 5 | 31 | 74 | -43 |

| Data     | Ora   | Gara       | Gara  | Gara       |
| -------- | ----- | ---------- | ----- | ---------- |
| 14-07-14 | 13:00 | Romania    | 11-6  | Georgia    |
| 14-07-14 | 16:00 | Montenegro | 11-6  | Grecia     |
| 14-07-14 | 19:00 | Italia     | 13-6  | Russia     |
| 15-07-14 | 11:30 | Georgia    | 6-15  | Grecia     |
| 15-07-14 | 14:30 | Russia     | 7-15  | Montenegro |
| 15-07-14 | 16:00 | Romania    | 4-9   | Italia     |
| 17-07-14 | 11:30 | Italia     | 15-5  | Georgia    |
| 17-07-14 | 16:00 | Grecia     | 12-6  | Russia     |
| 17-07-14 | 19:00 | Montenegro | 13-8  | Romania    |
| 19-07-14 | 13:00 | Georgia    | 12-16 | Russia     |
| 19-07-14 | 14:30 | Romania    | 9-10  | Grecia     |
| 19-07-14 | 19:00 | Italia     | 6-6   | Montenegro |
| 21-07-14 | 11:30 | Montenegro | 17-2  | Georgia    |
| 21-07-14 | 13:00 | Russia     | 8-11  | Romania    |
| 21-07-14 | 19:00 | Grecia     | 9-9   | Italia     |

### Gruppo B
| Pos. | Squadra  | Pt | G | V | N | P | GF | GS | DR  |
| ---- | -------- | -- | - | - | - | - | -- | -- | --- |
| 1.   | Ungheria | 15 | 5 | 5 | 0 | 0 | 55 | 36 | +19 |
| 2.   | Serbia   | 10 | 5 | 3 | 1 | 1 | 50 | 34 | +16 |
| 3.   | Croazia  | 8  | 5 | 2 | 2 | 1 | 46 | 39 | +7  |
| 4.   | Spagna   | 7  | 5 | 2 | 1 | 2 | 47 | 41 | +6  |
| 5.   | Francia  | 3  | 5 | 1 | 0 | 4 | 36 | 62 | -26 |
| 6.   | Germania | 0  | 5 | 0 | 0 | 5 | 35 | 57 | -22 |

| Data     | Ora   | Gara     | Gara  | Gara     |
| -------- | ----- | -------- | ----- | -------- |
| 14-07-14 | 11:30 | Croazia  | 10-5  | Germania |
| 14-07-14 | 14:30 | Francia  | 5-16  | Serbia   |
| 14-07-14 | 20:30 | Spagna   | 9-12  | Ungheria |
| 15-07-14 | 13:00 | Germania | 7-12  | Serbia   |
| 15-07-14 | 19:00 | Croazia  | 8-8   | Spagna   |
| 15-07-14 | 20:30 | Ungheria | 12-7  | Francia  |
| 17-07-14 | 13:00 | Francia  | 11-14 | Croazia  |
| 17-07-14 | 14:30 | Spagna   | 11-8  | Germania |
| 17-07-14 | 20:30 | Serbia   | 6-8   | Ungheria |
| 19-07-14 | 11:30 | Spagna   | 13-5  | Francia  |
| 19-07-14 | 16:00 | Croazia  | 8-8   | Serbia   |
| 19-07-14 | 20:30 | Germania | 8-16  | Ungheria |
| 21-07-14 | 14:30 | Francia  | 8-7   | Germania |
| 21-07-14 | 16:00 | Serbia   | 8-6   | Spagna   |
| 21-07-14 | 20:30 | Ungheria | 7-6   | Croazia  |

## Fase finale

### Tabellone principale
|  | Quarti di finale | Quarti di finale | Quarti di finale |  |        | Semifinali         | Semifinali         | Semifinali         |  |  | Finale             | Finale             | Finale             |
|  |                  |                  |                  |  |        |                    |                    |                    |  |  |                    |                    |                    |
|  |                  |                  |                  |  |        | A1                 | Montenegro         | 9                  |  |  |                    |                    |                    |
|  | A3               | Grecia           | 9                |  |        | A1                 | Montenegro         | 9                  |  |  |                    |                    |                    |
|  | A3               | Grecia           | 9                |  | Serbia | 10                 |                    |                    |  |  |                    |                    |                    |
|  | B2               | Serbia           | 13               |  |        | 10                 |                    |                    |  |  |                    |                    |                    |
|  |                  |                  |                  |  |        |                    |                    |                    |  |  |                    | Serbia             | 12                 |
|  |                  |                  |                  |  |        |                    |                    |                    |  |  |                    | Serbia             | 12                 |
|  |                  |                  |                  |  |        |                    |                    |                    |  |  |                    | Ungheria           | 7                  |
|  |                  |                  |                  |  |        | B1                 | Ungheria           | 8                  |  |  |                    | Ungheria           | 7                  |
|  | A2               | Italia           | 8                |  |        | B1                 | Ungheria           | 8                  |  |  |                    |                    |                    |
|  | A2               | Italia           | 8                |  | Italia | 7                  |                    |                    |  |  |                    |                    |                    |
|  | B3               | Croazia          | 7                |  |        | 7                  |                    |                    |  |  |                    |                    |                    |
|  | B3               | Croazia          | 7                |  |        |                    |                    |                    |  |  |                    |                    |                    |
|  |                  |                  |                  |  |        | Finale 5º/6º posto | Finale 5º/6º posto | Finale 5º/6º posto |  |  | Finale 3º/4º posto | Finale 3º/4º posto | Finale 3º/4º posto |
|  |                  |                  |                  |  |        |                    |                    |                    |  |  |                    |                    |                    |
|  |                  |                  |                  |  |        |                    | Croazia            | 11                 |  |  |                    | Italia             | 11                 |
|  |                  |                  |                  |  |        |                    | Grecia             | 7                  |  |  |                    | Montenegro         | 9                  |

### Risultati

#### Quarti di finale
| Arbitri: | Koganov Stavridis |

|                        |           |          |
| 2: Figlioli, Giorgetti | Marcatori | 3: Sukno |

| Arbitri: | Bender Koryzna |

|                 |           |                                           |
| 4: Vlachopoulos | Marcatori | 2: Mandić, Ćuk, Nikić, Aleksić, Filipović |

#### Semifinali
| Arbitri: | Alexandrescu Margeta |

|          |           |                |
| 2: Gallo | Marcatori | 3: Hosnyánszky |

| Arbitri: | Stavridis Naumov |

|             |           |               |
| 3: Mitrović | Marcatori | 3: N. Janović |

#### Finale 5º/6º posto
| Arbitri: | Bianchi Fekete |

|                   |           |               |
| 3: Joković, Sukno | Marcatori | 3: Fountoulis |

#### Finale 3º/4º posto
| Arbitri: | Stavridis Koganov |

|              |           |            |
| 4: Giorgetti | Marcatori | 3: Janović |

#### Finale
| Arbitri: | Margeta Alexandrescu |

|          |           |          |
| 3: Vámos | Marcatori | 3: Gocić |

### Tabellone 7º-12º posto
|  | Quarti di finale | Quarti di finale | Quarti di finale |  |          | Semifinali           | Semifinali           | Semifinali           |  |  | Finale 7º/8º posto  | Finale 7º/8º posto  | Finale 7º/8º posto  |
|  |                  |                  |                  |  |          |                      |                      |                      |  |  |                     |                     |                     |
|  |                  |                  |                  |  |          | A4                   | Romania              | 15                   |  |  |                     |                     |                     |
|  | A6               | Georgia          | 6                |  |          | A4                   | Romania              | 15                   |  |  |                     |                     |                     |
|  | A6               | Georgia          | 6                |  | Francia  | 8                    |                      |                      |  |  |                     |                     |                     |
|  | B5               | Francia          | 10               |  |          | 8                    |                      |                      |  |  |                     |                     |                     |
|  |                  |                  |                  |  |          |                      |                      |                      |  |  |                     | Romania             | 7                   |
|  |                  |                  |                  |  |          |                      |                      |                      |  |  |                     | Romania             | 7                   |
|  |                  |                  |                  |  |          |                      |                      |                      |  |  |                     | Spagna              | 8                   |
|  |                  |                  |                  |  |          | B4                   | Spagna               | 16                   |  |  |                     | Spagna              | 8                   |
|  | A5               | Russia           | 8                |  |          | B4                   | Spagna               | 16                   |  |  |                     |                     |                     |
|  | A5               | Russia           | 8                |  | Germania | 8                    |                      |                      |  |  |                     |                     |                     |
|  | B6               | Germania         | 9                |  |          | 8                    |                      |                      |  |  |                     |                     |                     |
|  | B6               | Germania         | 9                |  |          |                      |                      |                      |  |  |                     |                     |                     |
|  |                  |                  |                  |  |          | Finale 11º/12º posto | Finale 11º/12º posto | Finale 11º/12º posto |  |  | Finale 9º/10º posto | Finale 9º/10º posto | Finale 9º/10º posto |
|  |                  |                  |                  |  |          |                      |                      |                      |  |  |                     |                     |                     |
|  |                  |                  |                  |  |          |                      | Russia               | 9                    |  |  |                     | Germania            | 14                  |
|  |                  |                  |                  |  |          |                      | Georgia              | 8                    |  |  |                     | Francia             | 13                  |

### Risultati

#### Quarti di finale (dal 7º al 12º posto)
| Arbitri: | Franulovic Bianchi |

|              |           |         |
| 3: Stepanjuk | Marcatori | 2: Real |

| Arbitri: | Fekete Ciric |

|                                                           |           |            |
| 1: Kavtaradze, Tsrepulia, Elez, Jelača, Baghaturia, Rurua | Marcatori | 4: Bodegas |

#### Semifinali (dal 7º al 10º posto)
| Arbitri: | Fekete Koryzna |

|                        |           |            |
| 2: Real, Nossek, Stamm | Marcatori | 7: Español |

| Arbitri: | Toygarli Franulovic |

|            |           |            |
| 3: Bodegas | Marcatori | 5: Negrean |

#### Finale 11º/12º posto
| Arbitri: | Galindo Schwartz |

|              |           |                 |
| 4: Stepanjuk | Marcatori | 2: Elez, Jelača |

#### Finale 9º/10º posto
| Arbitri: | Ciric Koryzna |

|           |           |             |
| 4: Nossek | Marcatori | 5: Camarasa |

#### Finale 7º/8º posto
| Arbitri: | Bender Naumov |

|           |           |         |
| 4: García | Marcatori | 5: Radu |

## Classifica finale
| Pos. | Squadra    |
| ---- | ---------- |
|      | Serbia     |
|      | Ungheria   |
|      | Italia     |
| 4    | Montenegro |
| 5    | Croazia    |
| 6    | Grecia     |
| 7    | Spagna     |
| 8    | Romania    |
| 9    | Germania   |
| 10   | Francia    |
| 11   | Russia     |
| 12   | Georgia    |

## Classifica marcatori
|  | Gol | Marcatore            | Squadra    |
|  | --- | -------------------- | ---------- |
|  | 24  | Albert Español       | Spagna     |
|  | 20  | Konstantin Stepanjuk | Russia     |
|  | 20  | Michaël Bodegas      | Francia    |
|  | 19  | Filip Filipović      | Serbia     |
|  | 19  | Aleksandar Ivović    | Montenegro |
|  | 18  | Heiko Nossek         | Germania   |
|  | 18  | Tiberiu Negrean      | Romania    |
|  | 17  | Alex Giorgetti       | Italia     |
|  | 16  | Giannīs Fountoulīs   | Grecia     |
|  | 15  | Mlađan Janović       | Montenegro |
|  | 14  | Angelos Vlachopoulos | Grecia     |
|  | 14  | Maro Joković         | Croazia    |
|  | 14  | Sandro Sukno         | Croazia    |
|  | 14  | Cosmin Radu          | Romania    |
|  | 13  | Julian Real          | Germania   |
|  | 13  | Pietro Figlioli      | Italia     |
|  | 12  | Petar Muslim         | Croazia    |
|  | 12  | Alexandre Camarasa   | Francia    |
|  | 12  | Marko Elez           | Georgia    |
|  | 12  | Marko Stamm          | Germania   |
|  | 12  | Dénes Varga          | Ungheria   |
|  | 12  | Miloš Ćuk            | Serbia     |
|  | 11  | Marc Minguell        | Spagna     |
|  | 11  | Dániel Varga         | Ungheria   |
|  | 10  | Nikola Janović       | Montenegro |
|  | 10  | Dmitrij Kholod       | Russia     |
|  | 10  | Slobodan Nikić       | Serbia     |
|  | 10  | Stefan Mitrović      | Serbia     |